# Kasteel Dreistein
De Kasteel Dreistein of gewoonweg Dreistein (Frans: Château de Dreistein) is een kasteel in de Franse gemeente Ottrott. Het kasteel is een beschermd historisch monument sinds 1990.